# MAB Modelo D
La MAB modelo D es una pistola semiautomática producida por MAB (Manufacture d'Armes de Bayonne) de 1933 a 1963 (7,65 mm) y 1982 (9 mm); fue inspirada por la belga Browning 1910/22. 

## Historia y desarrollo
Se desarrolló con la más pequeña MAB C, también de calibre 9 mm y 7,65 mm, con muchas piezas en común.  Algunos ejemplos posteriores marcados  "MAB C" son en realidad una combinación de una corredera y cañón de MAB C con armazón de MAB D; estas son oficialmente MAB C de empuñadura extendida, pero normalmente llamadas "MAB C/D", aunque no están marcadas. La MAB C era principalmente una "pistola de bolsillo" civil, mientras la más grande MAB D fue diseñada para uso policial y militar.
La MAB D fue utilizada por el Ejército francés y su Policía Militar antes y después de la Segunda Guerra Mundial. Luego de la ocupación alemana de Francia, la pistola fue aceptada para uso por el Ejército alemán (Heer) durante la guerra. Estas pistolas suelen tener marcajes de aceptación alemanes estampados en el metal.
Después de la Segunda Guerra Mundial, siguió estando en servicio con el Ejército Francés en Indochina. En Francia, fue usada por varias agencias gubernamentales, incluyendo la policía local, la Gendarmería, el departamento de aduanas, la Oficina Nacional de Bosques y el Banque de France. Las MAB D ahora son empleadas como armas excedentes para la policía francesa, que utilizaban revólveres antes del año 2000. En los años posteriores a la Segunda Guerra Mundial, la policía alemana también las utilizó. Al igual que con otras armas francesas, también fueron usadas por la policía del protectorado francés del Reino de Marruecos.
La MAB D tuvo dos versiones, usualmente llamadas Tipo I y Tipo II. La Tipo I fue producida entre 1933 y 1945, teniendo un retén de desarme externo delante del guardamonte; la Tipo II empleaba un retén de desarme interno tipo bayoneta, que precisaba presionar y girar el cojinete de la boca del cañón. La MAB cambió la producción de la Tipo I a la Tipo II en junio de 1945. 

## Usuarios
- Francia
- Alemania nazi (pistolas capturadas)
- Marruecos
- Turquía

### Entidades no estatales
- Frente Nacional de Liberación de Vietnam